# Basilica di Santa Maria La Nova
La basilica di Santa Maria La Nova è la chiesa madre di Chiaramonte Gulfi, in provincia di Ragusa.
Ha la dignità di basilica minore.

## Storia e descrizione
La basilica si trova nel centro del paese, fu edificata nel 1450, come si evince da un atto di fondazione. Costruita inizialmente in stile gotico, con archi a sesto acuto e con soffitto in tavole fregiate con arabeschi, in seguito fu trasformata in stile barocco nel 1608. La facciata si staglia alta e distinta in tre ordini: il primo corinzio, il secondo composito ed il terzo ionico, completato nel 1788, in contemporanea, nello stesso anno, fu modificato l'interno in stile greco-romano con stucchi indorati dell'artista Agrippino Maggiore da Mineo; vi furono costruiti inoltre i pregevoli stalli, opera dello scultore palermitano Marabitti. Il 30 marzo 1784 vi fu istituita una confraternita laicale sotto il titolo del Santissimo Sacramento. Le tele dei sette altari sono dell'artista palermitano Mercurio, mentre vi sono una statua in legno e cartapesta raffigurante Santa Lucia, la cui festa si celebra sin dal 1570; le statue del Sacro Cuore (1870), opera del concittadino Mariano Distefano, e quella di San Francesco di Paola (1876), opera del concittadino Salvatore Puccio. (Corrado Melfi, Chiaramonte divota). Altre opere degne di menzione sono tre tele raffigurante la Deposizione, la Natività e i Tre Magi, opere del concittadino Simone Ventura.
Recentemente per gli ultimi lavori di restauro e riscaldamento, scoperchiando il pavimento del 1909 sono state rinvenute le antichissime sepolture e cripte sottostante la chiesa, non ancora del tutto visitabili poiché in fase di restauro.
Una curiosità interessante è visibile all'esterno della chiesa sulla parete laterale in corrispondenza di un incrocio stradale, qui si osserva che un concio calcareo è danneggiato da una serie escavazioni parallele dovute ad una errata manovra di un carro armato inglese durante la seconda guerra mondiale che nel girare in corrispondenza dell'incrocio andò a strisciare lasciando questa caratteristica impronta.